# Зміна починається о шостій
«...Зміна починається о шостій» (рос. «...Смена начинается в шесть») — український радянський художній фільм 1958 року режисера Всеволода Вороніна.

## Сюжет
Події відбуваються на одній з шахт Криворіжжя. Петра Чумака після закінчення інституту призначають головним інженером шахти. З перших днів роботи він виступає ініціатором новаторських методів видобутку вугілля. Запеклим противником його пропозицій виявляється начальник рудоуправління Олексій Железняк, який є рідним братом дружини Петра.

## У ролях
- Олександр Холодков
- Аркадій Толбузін
- Борис Сабуров
- Сергій Ромоданов
- Павло Михайлов
- Юрій Савельєв
- Іван Коваль-Самборський
- Олександр Суснін
- Юрій Пузирьов
- Ігор Безяєв
- Ніна Агапова
- Елла Сумська
- Слава Івлєв

## Творча група
- Сценарій: Борис Колодний
- Режисер: Всеволод Воронін
- Оператор: Юрій Романовський
- Композитор: Платон Майборода
- Звукооператор: Володимир Фролков
- Директор картини: Адольф Фрадис